# Công quốc Puglia và Calabria
Bá quốc Apulia và Calabria, về sau là Công quốc Apulia và Calabria, là một quốc gia của người Norman được William xứ Hauteville thành lập vào năm 1042 trong lãnh thổ các xứ Gargano, Capitanata, Apulia, Campania và Vulture. Nó đã trở thành một công quốc khi Robert Guiscard được thăng làm công tước vào năm 1059.
Công quốc bị giải thể vào năm 1130 khi vị công tước Apulia và Calabria cuối cùng là Roger II của Sicilia trở thành Vua của Sicilia. Danh hiệu công tước về sau được sử dụng liên tục như một tước vị dành cho hoàng thái tử của Vương quốc Sicilia.

## Lịch sử
William I xứ Hauteville đã quay trở lại vào tháng 9 năm 1042 ở Melfi đã được toàn thể người Norman công nhận là lãnh đạo tối cao. Ông chuyển sang nhờ cậy Guaimar IV, người Lombard, Vương công Salerno và Rainulf Drengot, Bá tước Aversa và đề nghị cả hai kết thành một liên minh. Với sự thống nhất của hai gia tộc Norman, Altavilla và Drengot, Guaimar đã đưa ra sự công nhận chính thức của các cuộc chinh phục và vào cuối năm, một hội đồng người Lombard và các nam tước Norman được triệu tập ở Melfi với sự tham gia của Rainulf và William, kết thúc vào đầu năm sau (1043). Trong cuộc họp này, Guaimar V xứ Salerno đã đảm bảo sự thống trị của nhà Hauteville trên toàn cõi Melfi. William xứ Hauteville đã lập nên những thuộc địa cốt lõi thứ hai của ông và phân biệt mình khỏi Rainulf I xứ Aversa, người đứng đầu các vùng lãnh thổ của Campania. Tất cả các nam tước hiện nay đều đề nghị một khoản cống nạp như một chư hầu của Guaimar, đã công nhận William I xứ Hauteville là người đầu tiên giữ danh hiệu Bá tước Apulia. Để ràng buộc chính mình, ông đề nghị kết hôn với cô cháu gái Guide, con gái của Guy, Công tước Sorrento. Guaimar cũng tái khẳng định danh hiệu bá tước cho Rainulf dẫn đến sự hình thành Bá quốc Puglia.
William đã tuyên bố rằng thủ đô đầu tiên của bá quốc và quê nhà của Vương quyền sẽ là Melfi, một thành phố vẫn còn nằm ngoài phân vùng. Melfi vẫn còn là thủ đô của bá quốc được bốn mươi năm trước khi được chuyển đến Salerno: trung tâm của thành phố được chia thành mười hai quận, mỗi quận sẽ có một tòa dinh thự và một vị quận công có quyền kiểm soát đối với khu vực đó của thị trấn.

## Bá tước và công tước Apulia và Calabria
Đây là danh sách bá tước và công tước Apulia và Calabria ở miền Nam nước Ý từ thế kỷ 11 đến thế kỷ 12. Bá quốc lúc đầu được lập nên bởi Guaimar IV xứ Salerno, được người Norman tôn làm Công tước Apulia và Calabria. Ông lần lượt lập ra nhà lãnh đạo Norman là William Tay Sắt, một thành viên của gia tộc Hauteville nổi tiếng, bá tước ở Melfi. Dù chưa bao giờ được hoàng đế công nhận, William thường được xem là vị bá tước đầu tiên của Apulia và Calabria. Vào năm 1047, Hoàng đế Henry III đã đoạt lấy danh hiệu công tước của Guaimar. Ông đã làm lễ rửa tội cho em trai và người thừa kế của William là Drogo Dux et Magister Italiae comesque Normannorum totius Apuliae et Calabriae và biến cậu ta thành một chư hầu trực tiếp của hoàng đế.

### Bá tước Apulia và Calabria
| Bá tước                     | Chân dung       | Sinh                                                      | Kết hôn                                                  | Mất                        |
| --------------------------- | --------------- | --------------------------------------------------------- | -------------------------------------------------------- | -------------------------- |
| William I Tay Sắt 1042–1046 |                 | trước 1010 con trai của Tancred xứ Hauteville và Muriella | Guida xứ Sorrento                                        | 1046                       |
| Drogo 1046–1051             | không khung     | trước 1010 con trai của Tancred of Hauteville và Muriella | Altrude xứ Salerno 1047 1 con                            | Montiglio 10 tháng 8, 1051 |
| Humphrey 1051–1057          |                 | trước 1010 con trai của Tancred xứ Hauteville và Muriella | Gaitelgrima 2 con                                        | Tháng 8, 1057              |
| Robert Guiscard 1057–1059   | Robert Guiscard | 1015 con trai của Tancred xứ Hauteville và Fressenda      | Alberada xứ Buonalbergo 1051 2 con Sikelgaita 1058 8 con | 1085 Fiskardo 70 tuổi      |

### Công tước Apulia và Calabria
| Công tước                 | Chân dung       | Sinh                                                 | Kết hôn                                                  | Mất                      |
| ------------------------- | --------------- | ---------------------------------------------------- | -------------------------------------------------------- | ------------------------ |
| Robert Guiscard 1059–1085 | Robert Guiscard | 1015 con trai của Tancred xứ Hauteville và Fressenda | Alberada xứ Buonalbergo 1051 2 con Sikelgaita 1058 8 con | 1085 Fiskardo 70 tuổi    |
| Roger I Borsa 1085–1111   |                 | 1060 con trai của Robert Guiscard và Sikelgaita      | Adela of Flanders 1091 1 con                             | 22 tháng 2, 1111 51 tuổi |
| William II 1111–1127      |                 | 1095 con trai của Roger I Borsa và Adela xứ Flanders | 1114 Không có con cái                                    | Tháng 7, 1127 19 tuổi    |

Năm 1127 công quốc được chuyển giao sang bá quốc Sicilia. Về sau được sử dụng liên tục như một tước vị dành cho hoàng thái tử.
| Công tước                                                                      | Chân dung | Sinh                                                                            | Kết hôn                                                                                | Mất                              |
| ------------------------------------------------------------------------------ | --------- | ------------------------------------------------------------------------------- | -------------------------------------------------------------------------------------- | -------------------------------- |
| Roger II 1127–1134                                                             | Roger II  | 22 tháng 12, 1095 Mileto con trai của Roger I của Sicilia và Adelaide del Vasto | Elvira xứ Castile 1117 6 con Sibyl xứ Burgundy 1149 2 con Beatrix xứ Rethel 1151 1 con | 26 tháng 2, 1154 Palermo 59 tuổi |
| Roger III 1134–1149 bị Ranulf chống đối                                        |           | 1118 con trai của Roger II và Elvira xứ Castile                                 | không bao giờ kết hôn                                                                  | 12 tháng 5, 1148 30 tuổi         |
| Ranulf 1137–1139 ứng cử viên của Giáo hoàng Innocent II và Hoàng đế Lothair II |           | con trai của Robert, Bá tước Caiazzo và Gaitelgrima                             | Matilda                                                                                | Troia 30 tháng 4, 1139           |
| William III 1149–1151                                                          | William I | 1131 con trai của Roger II và Elvira xứ Castile                                 | Margaret xứ Navarre 4 con                                                              | 7 tháng 5, 1166 Palermo 35 tuổi  |
| Roger IV 1156–1161                                                             |           | 1152 con trai của William I của Sicilia và Margaret xứ Navarre                  | không bao giờ kết hôn                                                                  | 1161 Palermo 9 tuổi              |

Tước vị này đã bị bỏ trống sau cái chết của Roger IV. Ít lâu sau được phục hồi cho một đứa con đoản mệnh của William II. Về sau được Vua Tancred khôi phục dành cho trưởng nam của ông vào năm 1189.
| Công tước         | Chân dung   | Sinh                                                       | Kết hôn                              | Mất                |
| ----------------- | ----------- | ---------------------------------------------------------- | ------------------------------------ | ------------------ |
| Bohemond 1181     | không khung | 1181 con trai của William II của Sicilia và Joanna của Anh | không bao giờ kết hôn                | 1181 gần đầy tháng |
| Roger V 1189–1193 |             | 1175 con trai của Tancred của Sicilia và Sibylla xứ Acerra | Irene Angelina 1193 Không có con cái | 1193 18 tuổi       |